# Cột Đức Mẹ ở Hostinné

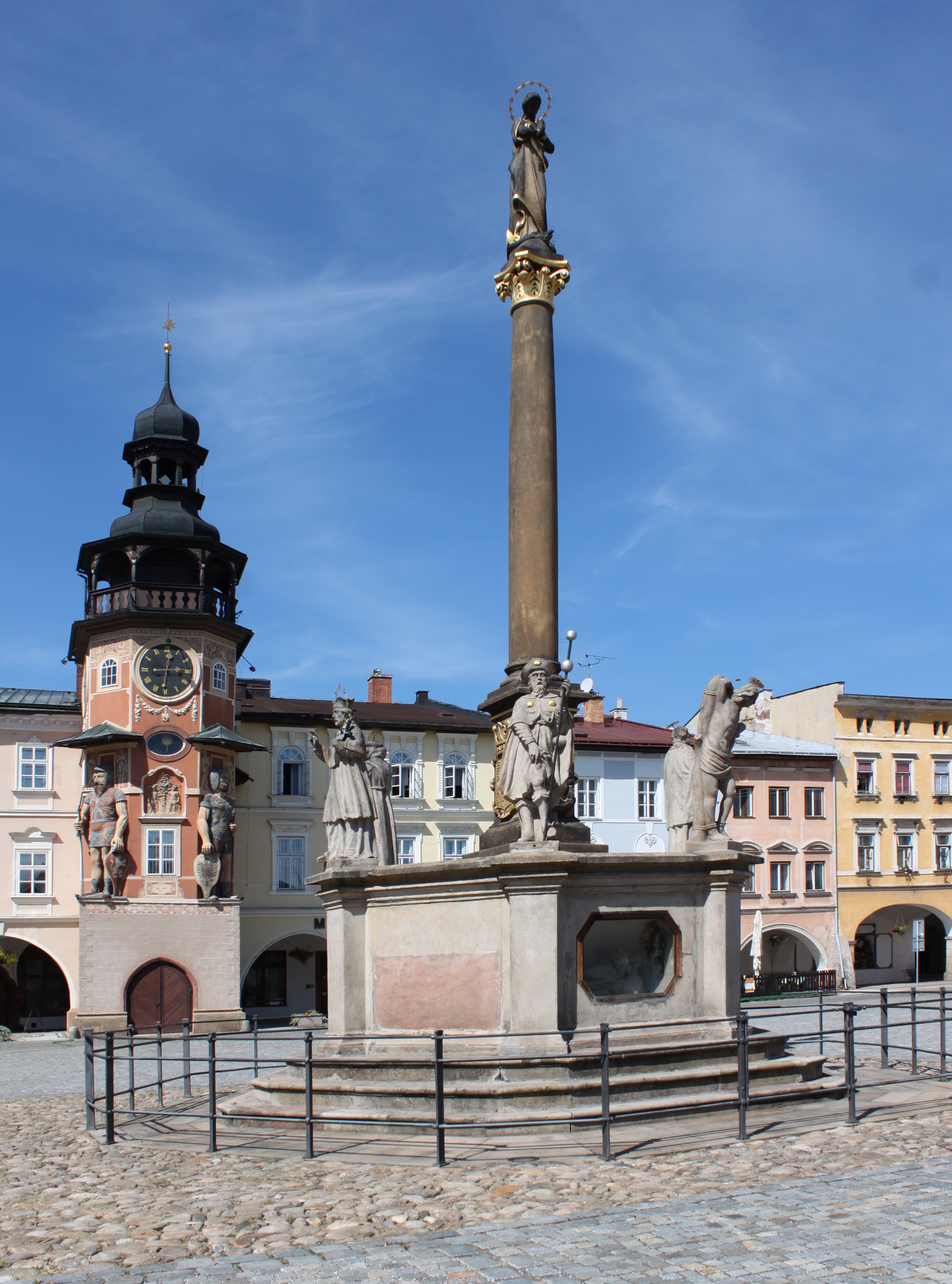
Cột Đức Mẹ ở Hostinné (2012)

Cột Đức Mẹ ở Hostinné (tiếng Séc: Mariánský sloup v Hostinném) là một trong những tượng đài tôn giáo nổi tiếng về Đức Mẹ, tọa lạc ở thị trấn Hostinné, huyện Trutnov, vùng Královéhradecký, Cộng hòa Séc. Tượng đài này có tên trong danh sách các di tích văn hóa của Cộng hòa Séc.

## Lịch sử
Cột Đức Mẹ ở Hostinné được xây dựng theo phong cách Baroque vào giai đoạn 1678 - 1681, nhằm để bày tỏ lòng biết ơn đối với Đức Mẹ vì Ngài đã giúp đỡ thị trấn vượt qua các đại dịch. Sau đó, công trình này được tái thiết nhiều lần vào thế kỷ 20. Trong thế kỷ 21, việc tái thiết cột Đức Mẹ ở quy mô lớn diễn ra vào năm 2000, bao gồm việc lắp đặt thêm hệ thống ánh sáng và hàng rào bảo vệ.

## Mô tả
Cột Đức Mẹ ở Hostinné cao khoảng 9,9 mét. Bức tượng ở trên đỉnh cột khắc họa hình ảnh Đức Mẹ Vô nhiễm nguyên tội đang giẫm lên một con rắn quấn quanh quả địa cầu (con rắn đại diện cho Tội Nguyên Tổ của nhân loại). Phần bệ hình lục giác nằm trên 3 bậc thang. Ở các góc của phần bệ là 6 bức tượng khắc họa các vị Thánh: Thánh Jan Nepomucký, Thánh Anthony thành Padova, Thánh Roch thành Montpellier, Thánh Phanxicô thành Assisi, Thánh Sebastian và Thánh Inhaxiô nhà Loyola.